# Pomnik grobowy Williama Shakespeare’a

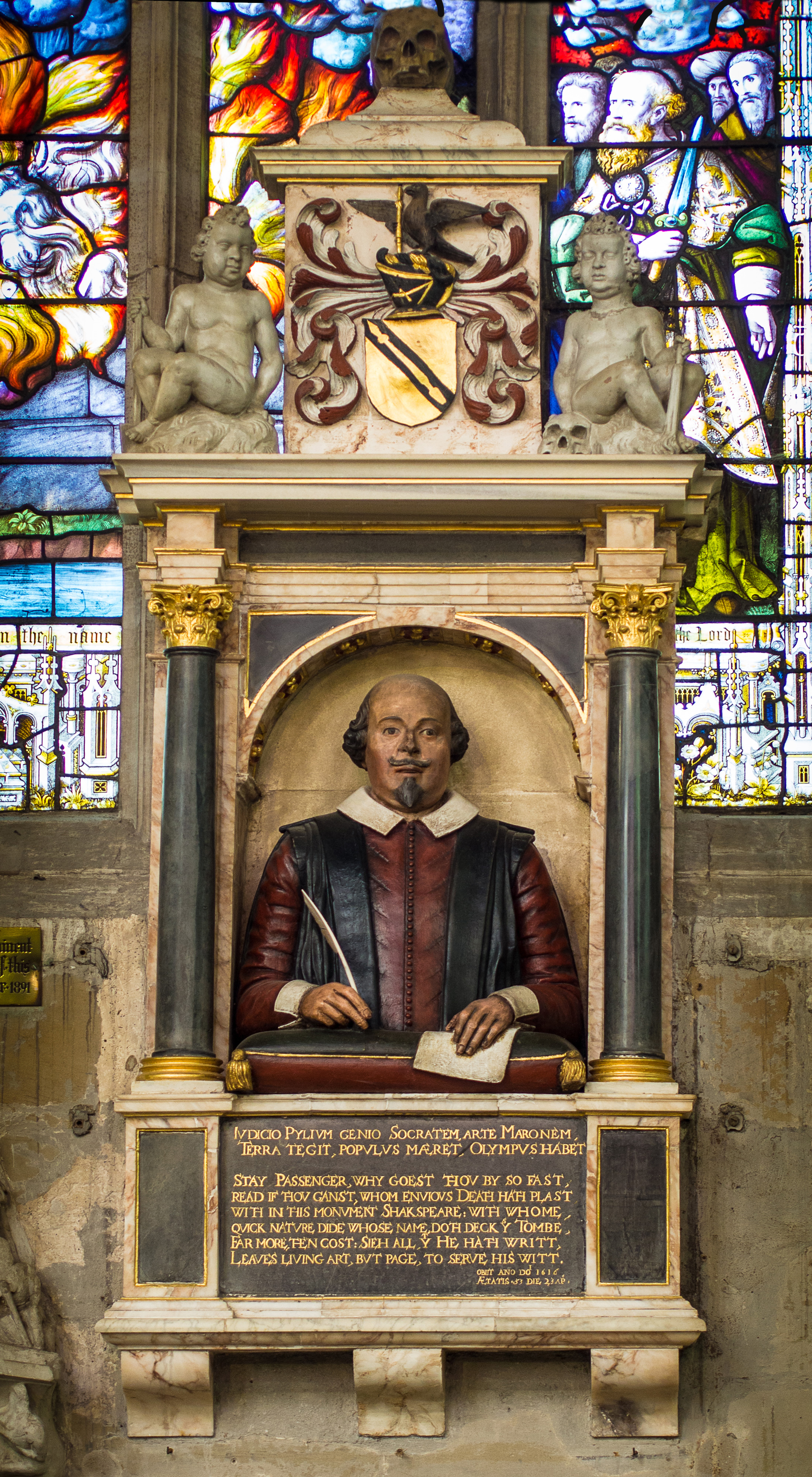
Nagrobek Williama Shakespeare’a

Pomnik grobowy Williama Shakespeare’a - znajduje się w Holy Trinity Church (pl. Kolegiata Świętej Trójcy) w Stratford-upon-Avon, w hrabstwie Warwickshire w Anglii.
Pomnik ten jest zamontowany na ścianie nad grobem Shakespeare’a. Zawiera popiersie poety, który w jednej ręce trzyma pióro, w drugiej zaś papier. Jego łokcie oparte są o poduszkę. Nad nim znajduje się herb rodziny, z której się wywodził, na którym widać dwie alegoryczne postaci: jedna, symbolizująca pracę, trzyma łopatę, druga zaś trzyma czaszkę i pochodnię. 
Nad popiersiem znajduje się epitafium po łacinie i wiersz w języku angielskim. Epitafium głosi:

IVDICIO PYLIUM, GENIO SOCRATEM, ARTE MARONEM,

TERRA TEGIT, POPULUS MAERET, OLYMPUS HABET

Pierwszą część możemy przetłumaczyć jako „Pylos w osądach, Sokrates w geniuszu, Maro w sztuce”. Słowa te odnoszą się do mądrego króla Nestora, władcy Pylos, filozofa Sokratesa i Wergiliusza (jego cognomen brzmiał Maro). Druga część znaczy: „Ziemia go grzebie, ludzie opłakują, do Olimpu należy”, co jest odwołaniem do mitologicznej Góry Olimp. 
Nie jest znana dokładna data jego powstania, jest jednak pewne, że miało to miejsce przed 1623 rokiem. Wtedy też wydano Pierwsze Folio, gdzie znajduje się odwołanie do jego nagrobka w Stratford. 
Jeden z najbardziej znanych krytyków badających pracę Shakespeare’a, autor jego biografii J. Dover Wilson stwierdził, że na popiersiu poeta wygląda jak „zadowolony z siebie rzeźnik”.